# Macrodactylus ohausi
Macrodactylus ohausi är en skalbaggsart som beskrevs av Moser 1921. Macrodactylus ohausi ingår i släktet Macrodactylus och familjen Melolonthidae. Inga underarter finns listade i Catalogue of Life.